# Heteroschizomus kekchi
Espèce
Heteroschizomus kekchi est une espèce de schizomides de la famille des Hubbardiidae.

## Distribution
Cette espèce est endémique du département d'Izabal au Guatemala. Elle se rencontre vers Livingston.

## Description
Le mâle holotype mesure 3,8 mm et la femelle paratype 3,1 mm.

## Étymologie
Cette espèce est nommée en l'honneur des Kekchis

## Publication originale
- Monjaraz-Ruedas, Prendini & Francke, 2019 :  Systematics of the short-tailed whipscorpion genus Stenochrus Chamberlin, 1922 (Schizomida, Hubbardiidae), with descriptions of six new genera and five new species. Bulletin of the American Museum of Natural History, no 435, p. 1-91 (texte intégral).